# Iglesia de San Mamés (Cilleruelo de San Mamés)
La iglesia de San Mamés es un edificio religioso situado en el municipio español de Cilleruelo de San Mamés, en la provincia de Segovia. Está declarado como bien de interés cultural desde 1994.

## Descripción
Se trata de una iglesia barroca levantada sobre un zócalo con muros de mampostería y de sillería para las esquinas y lugares nobles como la espadaña. De tres naves, de las cuales la central es más ancha y de mayor altura que las dos laterales. Las naves se separan por arcadas de columnas de medio punto, apoyadas sobre pilares. La cabecera es de planta rectangular, cubierta con bóveda de cañón. El muro exterior de la cabecera está reforzado con contrafuertes en cada ángulo. Ventanas rectangulares y cuadradas se abren dejando paso a la luz exterior. La sacristía, comunicada directamente con la capilla mayor, es de planta cuadrada y cubierta con bóveda de crucería. El baptisterio se sitúa al fondo de la nave y encima de este se alza el coro. La espadaña se orienta hacia el oeste y es de dos alturas: la inferior cuenta con dos troneras de medio punto con dos campanas. En los extremos se sitúan pináculos de pirámide. El cuerpo superior cuenta con un solo hueco donde se dispone la campana y un frontón curvo rematado por veleta.